# Máire Rua O'Brien
Máire Rua O'Brien (vers 1615-1616 - 1686) est une aristocrate irlandaise et une figure notoire de la légende irlandaise pour ses actions violentes et meurtrières. 

## Jeunesse
Máire Rua O'Brien est née en 1615 ou 1616 Elle est connue sous le nom de Máire Rua ou Red Mary (« Marie la rousse » en français) en raison de ses cheveux roux Elle est la fille du seigneur d'East Corcabaskin ou Clonderalaw, Sir Torlach Rua MacMahon et de Mary, la plus jeune fille de Connor O'Brien, 3e comte de Thomond. Certaines sources indiquent Bunratty dans le comté de Clare comme étant son lieu de naissance mais il est probable qu'elle soit née à Clonderalaw (également dans le comté de Clare). La tradition familiale indique quant à elle Urlan More comme lieu de naissance, mais elle y a probablement seulement été élevée. Elle épouse Daniel Neylon en 1634 à la suite d'un mariage arrangé. Elle est veuve en 1639 avec trois jeunes fils : William, Daniel et Michael.  Elle gère le grand domaine de Neylon jusqu'à ce que son fils William soit majeur.

## Vie au château de Leamaneh
Les légendes d'O'Brien la décrivent comme ayant eu entre 12 et 25 maris, qu'elle a tous tués. On sait que sept mois après la mort de Neylon, elle épouse Conor O'Brien de Leamaneh. Ils agrandissent la maison de la tour O'Brien à Leamaneh, créant le château de Leamaneh. On trouve l'inscription suivante sur le château : « Il a été construit en l'an de Notre Seigneur 1648 par Conor O'Brien et Mary ní Mahon alias Brien épouse dudit Conor ». Le couple a eu huit enfants, dont l'aîné, Sir Donough, est né en 1642. Les autres enfants connus sont Teige, Turlough, Murrough, Honora et Mary, ainsi que deux autres filles sans doute décédées pendant la peste qui frappe la région pendant le siège de Limerick. C'est avec ce château de Leamaneh que la violence et les meurtres d'O'Brien sont associés. Il est allégué qu'elle aurait pendu les domestiques qui lui déplaisaient aux corbeaux du château. On raconte également qu'elle agresse des passants et des intrus. Le folkloriste Máire MacNeill a trouvé des parallèles entre certaines des histoires racontées sur O'Brien, telles que le défi aux prétendants de monter un large étalon, à celles des mythes traditionnels irlandais de la déesse souveraine. 
Pendant les guerres irlandaises de 1641 à 1652, son mari dirige et finance l'une des cinq compagnies de milice de Clare qui attaquent des maisons-tours de colons hollandais et anglais. O'Brien l'accompagne lors de certains raids. Dans les dépositions concernant le siège du château de Barntick, O'Brien est accusé du meurtre d'un domestique. Conor O'Brien est nommé colonel de cavalerie en 1650 dans l'armée de Charles II et meurt en 1651 des blessures qu'il reçoit en combattant contre Edmund Ludlow au col d'Inchecrogan. On raconte que lorsque son corps agonisant a été rendu à Leamaneh, O'Brien s'est penchée par la fenêtre et a déclaré : « Nous ne voulons pas de morts ici ». Quand ils l'ont convaincue qu'ils n'étaient pas des soldats cromwelliens essayant de lui tendre une embuscade et que son mari n'était pas encore mort, elle les laissa entrer et le soigna jusqu'à sa mort ce soir-là. La légende raconte encore qu'elle se rendit plus tard au camp de Limerick de Henry Ireton vêtue de soie bleue et de dentelle proclamant qu'elle est disposée à épouser l'un des officiers. D'autres témoignages confirment que son mari est encore en vie quand il a été amené au château et qu'elle l'a soigné sur son lit de mort. Il est suggéré qu'elle aurait pu vouloir épouser un officier cromwellien dans le but de protéger ses biens et ses terres contre la saisie. 
Très peu de temps après la mort de son mari, elle demande au seigneur adjoint de Charles I en Irlande, Ulick Burke, de devenir le gardien du domaine O'Brien. Elle réussit à sécuriser la terre pour ses enfants, mais elle ne peut pas conserver le château de Leamaneh, tombé sous la responsabilité de l'armée cromwellienne et transformé en garnison. En 1653, elle est consignée comme l'épouse d'un ancien officier parlementaire, Cornet John Cooper et vit avec lui à Limerick pendant un certain temps après leur mariage avant de retourner à Leamaneh. Ils auraient eu un fils, Harry et peut-être une fille. C'est Cooper que Maire Rua O'Brien aurait tué d'un coup de pied dans le ventre mais d'autres sources montrent qu'ils restent mariés pendant plusieurs années mais probablement en vivant séparés. Après la restauration, O'Brien est inculpée du meurtre d'un propriétaire anglais local. Elle reçoit une grâce royale en 1662, mais le procès a tout de même eu lieu et a duré des années. Son fils, Donough, déplace le siège de la famille O'Brien au château de Dromoland où elle vit les dernières années de sa vie. 

## Mort et légendes
O'Brien aurait eu une mort extraordinaire, une légende affirme qu'elle aurait été pendue par les cheveux dans Toonagh Wood et qu'elle hante toujours ce bois. Une deuxième légende raconte comment elle a été enfermée dans un arbre creux à Carnelly. Il est plus probable qu'elle soit décédée du mauvais état de santé dont elle souffrait lorsqu'elle a signé un testament le 7 juin 1686. Elle demande à être enterrée dans l'abbaye d'Ennis, et bien que son nom ne soit pas indiqué, il est probable qu'elle soit enterrée à côté de son mari, Conor O'Brien. D'autres soutiennent qu'elle est enterrée à l'église Coad de la paroisse de Kilnaboy avec deux de ses filles. Il y a deux portraits connus d'O'Brien, l'un détenu par la famille O'Brien et le second à Dromoland Castle Hotel.  